# Thuy (Altos Pirenéus)
Thuy é uma comuna francesa na região administrativa de Occitânia, no departamento dos Altos Pirenéus. Estende-se por uma área de 0,5 km². Em 2010 a comuna tinha 18 habitantes (densidade: 36 hab./km²).